# 青年报
《青年报》是上海主要综合性日报之一，同时又是共青团上海市委的机关报，由青年报社出版，主要读者是上海市35岁以下的各类大中小学生、团干部和广大团员青年群体。
《青年报》是中华人民共和国成立前夕第一张公开出版的青年报纸，1949年6月10日由邓小平批准成立。1950年毛泽东曾为之题词，1964年又题写了报名。之后邓小平、江泽民都曾先后题写报名。
1949年9月16日至1952年2月14日间，该报纸曾由解放日报社主办。文革期间被迫停刊，在拨乱反正后，于1979年6月10日恢复。